# أيب أكاديمي 2
أيب أكاديمي 2 (بالإنجليزية: Ape Academy 2)‏، هي لعبة فيديو يابانية، وهي الجزء الثاني من سلسلة أيب سكيب أكاديمي، صدرت في الأسواق سنة 2005، وتعمل حصراً على منصة بلاي ستيشن بورتبل.